# Alex Christensen
Alex Christensen, známý také jako Alex C. (* 7. dubna 1967, Wilhelmsburg, Hamburk), je německý hudební producent, DJ, zpěvák a skladatel taneční hudby. Je známý jako jeden ze zakládajících členů formace U96 a reprezentant Německa na Eurovision Song Contest 2009 v Moskvě spolu se zpěvákem Oscarem Loyou.
Od roku 2002 často spolupracuje se zpěvačkou Yasmin K. (známou též pod pseudonymem Y-Ass). Jejich nejznámější kolaborací je singl „Du hast den schönsten Arsch der Welt“. Alex Christensen však během své kariéry spolupracoval s řadou dalších úspěšných umělců, mimo jiné Tomem Jonesem, Sarah Brightmanovou, Rollergirl či 'N Sync. Od roku 2010 vystupuje pod pseudonymem Jasper Forks.

## Kariéra
Christensen od roku 1991 působí jako DJ a hudební producent. Jeho první úspěch přišel v roce 1992, když v rámci formace U96 vydal úspěšný techno cover písně „Das Boot“ (mimo jiné obsadil první místo hitparády v Německu, Rakousku, Švýcarsku a Norsku).
V roce 2001 se coby jeden z porotců účastnil německé odnože reality-show PopStars. Zde se seznámil se zpěvačkou Yasmin K., s níž od roku 2002 spolupracuje. V roce 2003 se jejich počin „Angel of Darkness“ stal ústřední písní k šestému dílu herní série Tomb Raider, The Angel of Darkness.
V roce 2007 Christensen spolu s Y-Ass vydali úspěšný mezinárodní singl „Du hast den schönsten Arsch der Welt“, který se dostal na přední místa hitparád včetně České republiky a Slovenska.
Spolu s americkým zpěvákem Oscarem Loyou reprezentoval Německo ve finále Eurovision Song Contest 2009 v Moskvě. S písní „Miss Kiss Kiss Bang“, při které jako zvláštní host vystoupila burleskní tanečnice Dita Von Teese, obsadili 20. místo se ziskem 35 bodů.

## Osobní život
Alexovou manželkou je zpěvačka Nicole Safft, s níž má jednoho syna.

## Galerie

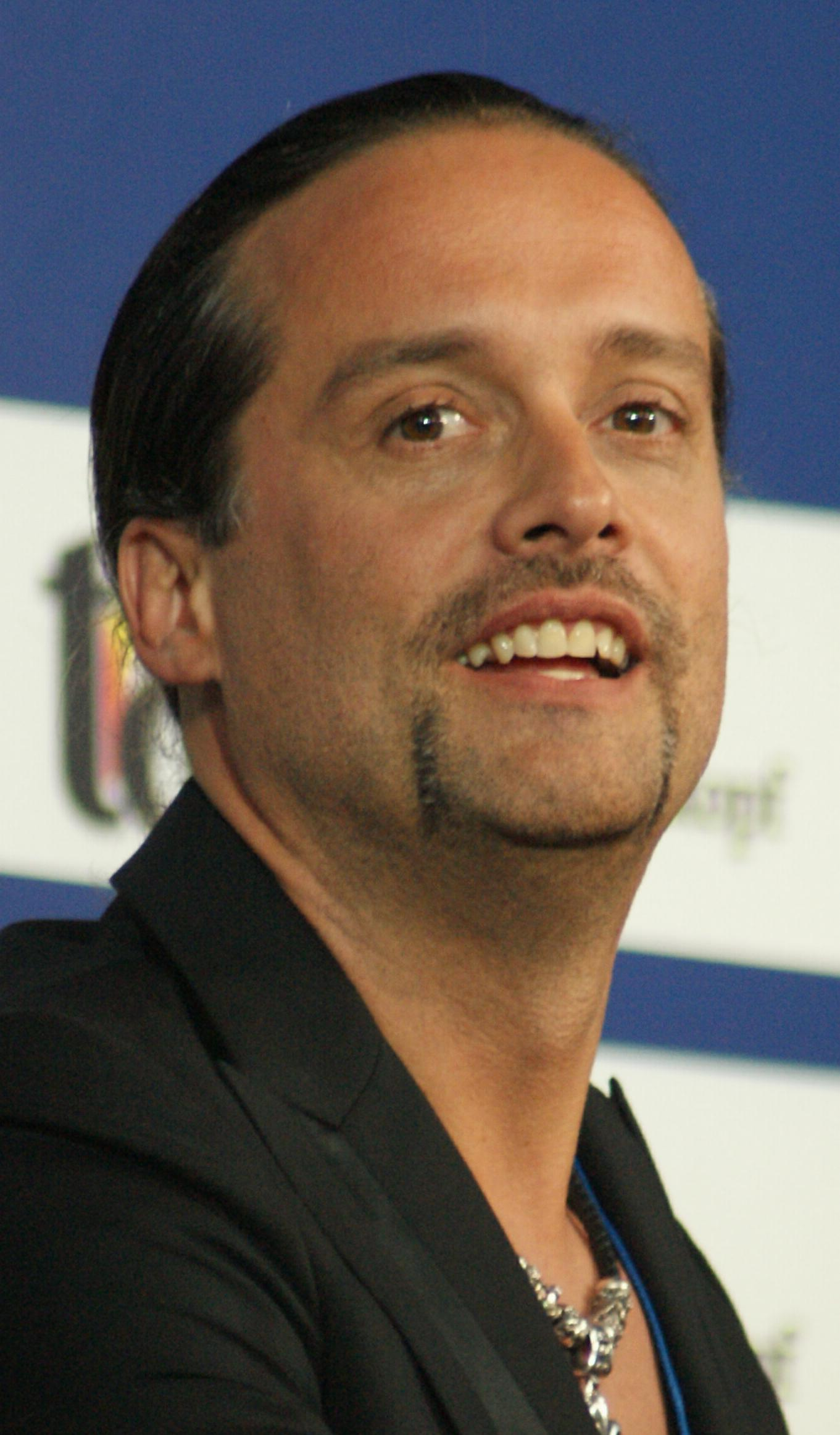
Alex Christensen na Eurovision Song Contest 2009
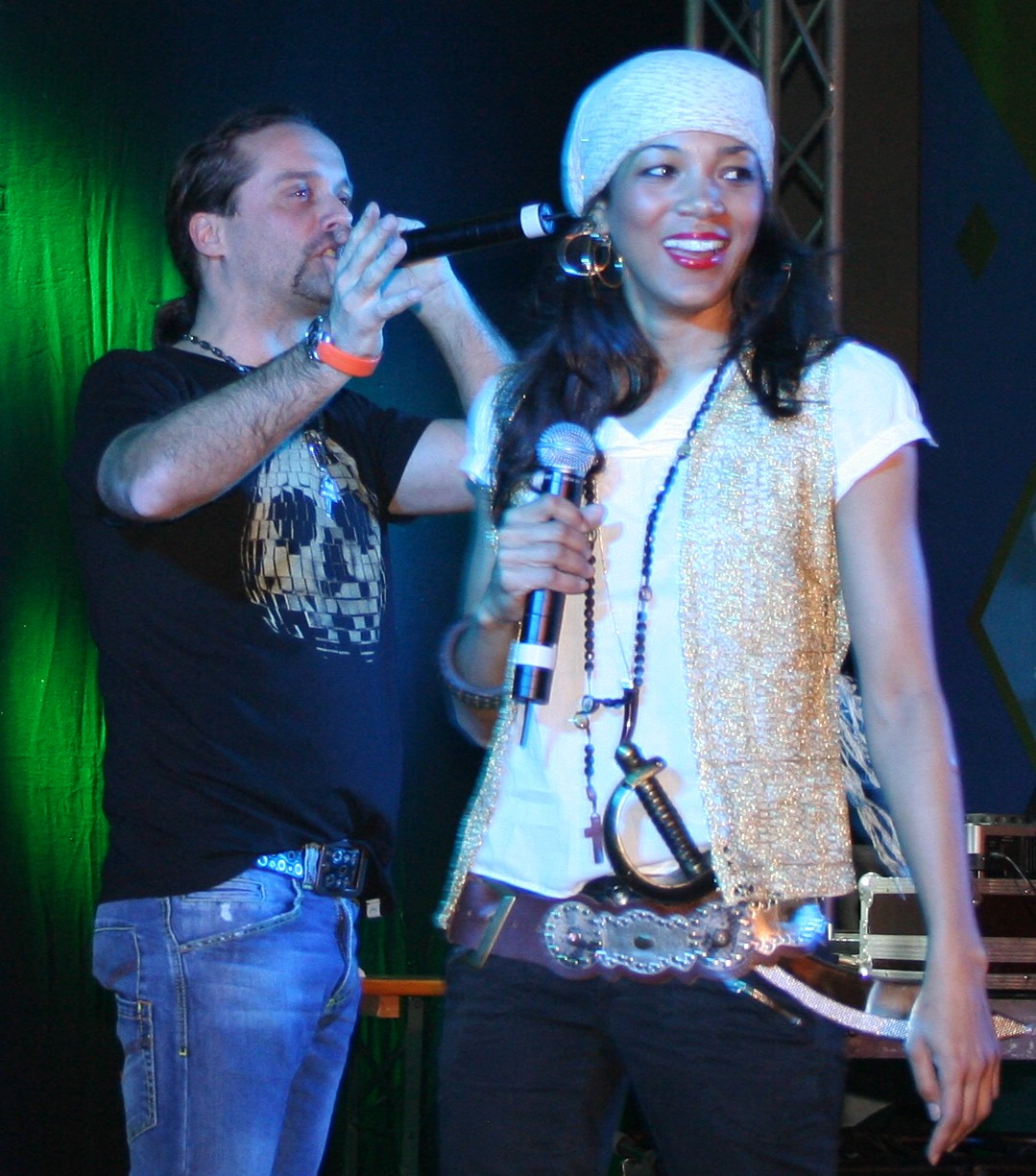
Alex C. a Y-Ass
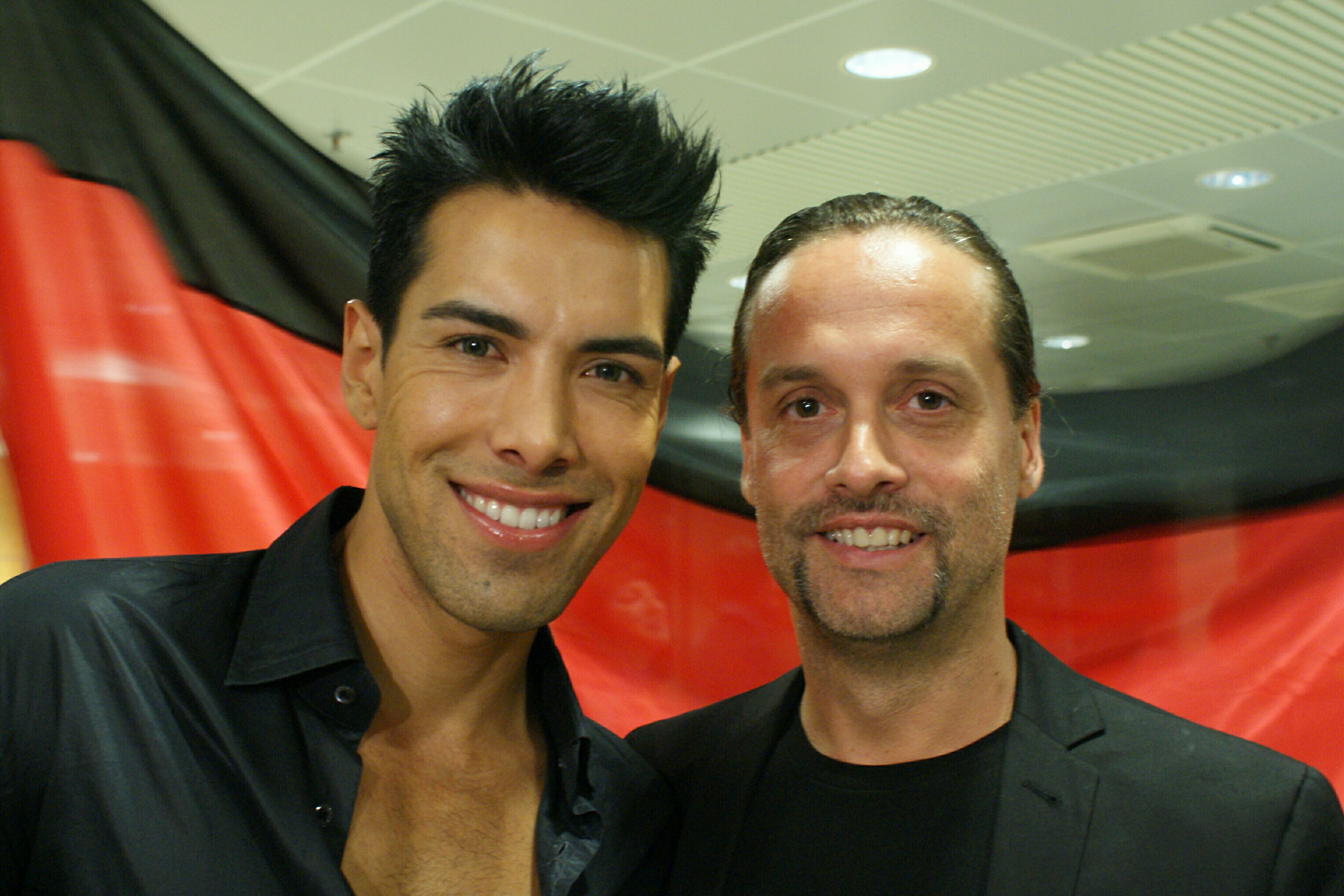
Alex C. (napravo) a Oscar Loya

## Diskografie

### Alba
- 2008: Euphorie (feat. Y-ass) (2008)
- 2009: Heart 4 Sale! (jako Alex Swings Oscar Sings!)
- 2017: Classical '90s Dance (Alex Christensen & the Berlin Orchestra)
- 2018: Classical '90s Dance 2 (Alex Christensen & The Berlin Orchestra)
- 2019: Classical '90s Dance 3 (Alex Christensen & The Berlin Orchestra)
- 2021: Classical '80s Dance (Alex Christensen & The Berlin Orchestra)
- 2023: Classical '90s Dance: The Icons (Alex Christensen & The Berlin Orchestra)

### Singly jako Alex C.
- 2002: „Rhythm of the Night“ (feat. Yasmin K.)
- 2002: „Amigos Forever“ (feat. Yasmin K.)
- 2003: „Angel of Darkness“ (feat. Yasmin K.)
- 2007: „Du hast den schönsten Arsch der Welt“ / „Sweetest Ass in the World“ (feat. Yass)
- 2008: „Doktorspiele“ (feat. Yass)
- 2008: „Du bist so Porno“ (feat. Yass)
- 2008: „Liebe zu dritt“ (feat. Yass)
- 2009: „Dancing Is Like Heaven“ (feat. Yass)
- 2012: „L'amour toujours“ (feat. Yass vs. Ski)
- 2013: „Feed Me Diamonds“ (feat. Lisa Rowe)

### Singly jako Alex Swings Oscar Sings!
- 2009: „Miss Kiss Kiss Bang“